# Benzethoniumchlorid
Benzethoniumchlorid ist eine chemische Verbindung aus der Gruppe der quartären Ammoniumsalze, Chloride und Phenoletherderivate.

## Eigenschaften
Benzethoniumchlorid ist ein farb- und geruchloser, sehr bitter schmeckender, feuchtigkeitsempfindlicher, hygroskopischer, brennbarer Feststoff mit antimikrobieller Aktivität, welcher leicht löslich in Wasser, Ethanol und Chloroform ist.

## Verwendung
Benzethoniumchlorid wird in der Kosmetikindustrie und bei Arzneimitteln als Konservierungsmittel eingesetzt. Für eine Verwendung in der Lebensmittelindustrie ist Benzethoniumchlorid in Deutschland nicht zugelassen. In der klinischen Diagnostik dient es als Reagenz bei der Bestimmung von Protein in Urin und cerebrospinaler Flüssigkeit (CSF). Als kationisches Detergenz findet Benzethoniumchlorid ferner in der Biochemie als Proteaseinhibitor Anwendung.

## Sicherheitshinweise
Benzethoniumchlorid ist giftig bei Verschlucken, wirkt ätzend und ist wassergefährdend.